# Ипатов, Вадим Дмитриевич
Вадим Дмитриевич Ипатов (бел. Вадзім Дмітрыевіч Іпатаў; род. 30 октября 1964, Коломыя, Ивано-Франковской область, УССР, СССР) — белорусский военный и юрист, директор Национального центра законодательства и правовых исследований Республики Беларусь (2009—2024), заместитель председателя Центральной комиссии Республики Беларусь по выборам и проведению республиканских референдумов (ЦИК) (2010—2024), заместитель председателя Палаты представителей Национального собрания Республики Беларусь. Полковник. Фигурант санкционный списков ЕС, США, ряда других стран.

## Биография
Родился 30 октября 1964 года в Коломые Ивано-Франковской области УССР.
В 1986 году окончил Ленинградское высшее военно-политическое училище противовоздушной обороны. В 1986—1999 годах проходил службу в Вооружённых Силах СССР и Республики Беларусь.
В 1995 году окончил Белорусский государственный университет по специальности «Правоведение». С 1999 года работал в Администрации Президента Республики Беларусь. Последняя занимаемая должность — первый заместитель начальника главного государственно-правового управления Администрации Президента Республики Беларусь.
В 2001 году окончил Академию управления при Президенте Республики Беларусь по специальности «Международное право».
13 октября 2009 года назначен директором Национального центра законодательства и правовых исследований Республики Беларусь.
C 13 февраля 2010 года являлся заместителем председателя Центральной комиссии Республики Беларусь по выборам и проведению республиканских референдумов. 29 января 2024 года покинул Центризбирком из-за участия в парламентских выборах. По результатам выборов Ипатов стал депутатом и заместителем председателя Палаты представителей VIII созыва.

## Награды
- медаль «За безупречную службу» I степени (2005)[6],
- медаль «За трудовые заслуги» (2016)[7],
- благодарность Президента Республики Беларусь (2020)[8].

## Международные санкции
Ипатов неоднократно становился субъектом запрета на поездки и замораживания активов Европейским союзом как часть списка белорусских чиновников, ответственных за политические репрессии, подтасовку результатов голосования и пропаганду: после президентских выборов 2010 года как член ЦИК, ответственный  за нарушение международных избирательных стандартов. В 2012 году Совет Европейского союза продлил санкции в отношении Ипатова за нарушение международных избирательных стандартов на президентских выборах 19 декабря 2010 года и на парламентских выборах в сентябре 2012 года. Европейские санкции были сняты 15 февраля 2016 года.
31 августа 2020 года Ипатов был включён в список лиц, на которых наложен бессрочный запрет на въезд в Латвию, пятилетний запрет на въезд в Эстонию и запрет на въезд в Литву в связи с тем, что своими действиями он организовал и поддержал фальсификацию президентских выборов 9 августа и последующее насильственное подавление мирных протестов.
Осенью 2020 года Ипатова как заместителя председателя ЦИК включили в свои санкционные списки ЕС (за нарушение избирательного процесса, невыполнение основных международных стандартов справедливости и прозрачности, фальсификацию результатов выборов), Канада, Великобритания, Швейцария. 20 ноября к октябрьскому пакету санкций ЕС присоединились Албания, Исландия, Лихтенштейн, Норвегия, Северная Македония, Черногория и Украина.
2 октября 2020 года Ипатова включили в санкционный список специально обозначенных граждан и заблокированных лиц США за нарушения на выборах 9 августа.